# Tommaso Cerno
Tommaso Cerno (né le 28 janvier 1975 à Udine) est un journaliste et un homme politique italien. Le 5 mars 2018, il est élu sénateur du Parti démocrate.